# Afrikansk dvärgand
Afrikansk dvärgand (Nettapus auritus) är en liten andfågel som förekommer i Afrika söder om Sahara.

## Kännetecken

### Utseende
Afrikansk dvärgand är en färgglad och som namnet avslöjar en liten andfågel, med en kroppslängd på endast 27–33 cm. Ovansidan är huvudsakligen mörkt glansigt grön ovan och rostorange under. I flykten ter den sig mörk med vitt på ansiktet och buken, mörkt på vingarnas både ovan- och undersidor men med en tydlig vit fläck på inre delen av armpennorna.
Hanen är omisskännlig, med vitt ansikte, svart hjässa och nacke, en oval grön fläck på sidan av huvudet och ljust kastanjebrunt på hals, bröst och flanker. Näbben är gul med svart nagel. Honan är mattare färgad, med gråaktig fläckning på huvudsidan och halsen samt ett smalt, sotfärgat ögonstreck.

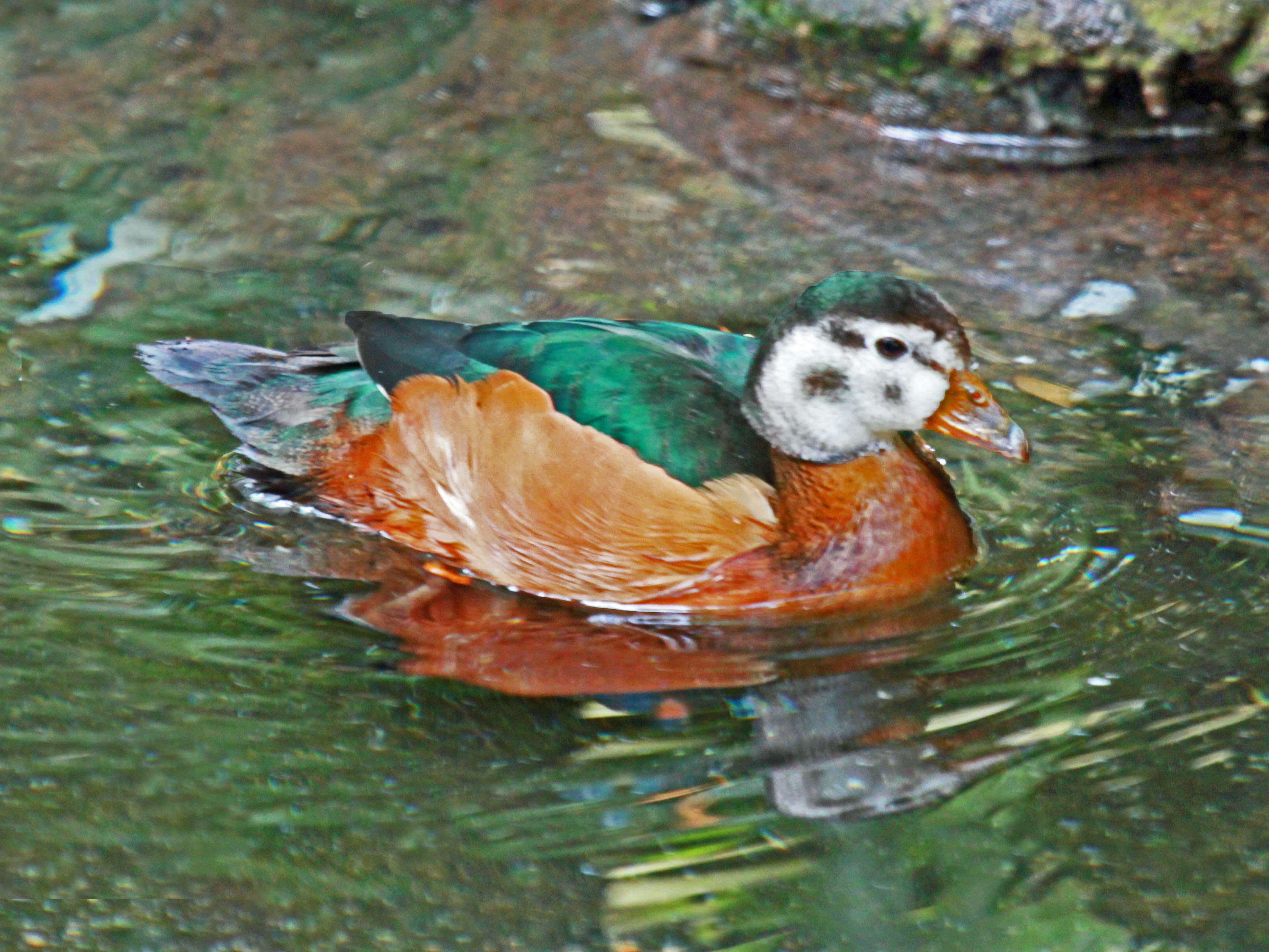
Adult hona
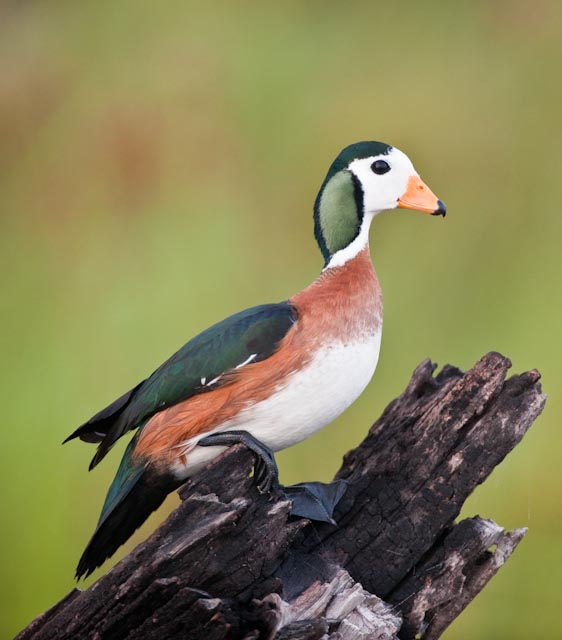

### Läte
Från hanen hörs en mjuk vissling, i engelsk litteratur återgiven "kewheep" och "khep-khep-kheew". Honan har ett mjukt kvackande läte.

## Utbredning och systematik
Fågeln förekommer i Afrika söder om Sahara från Senegal till Eritrea och Somalia, i syd till östligaste Sydafrika, dock ej sydvästra Afrika. Den påträffas även på Madagaskar. Den behandlas som monotypisk, det vill säga att den inte delas in i några underarter.

## Levnadssätt
Afrikansk dvärgand hittas i sötvattensvåtmarker med rikligt flytande vegetation, framför allt näckrosväxter. Där är den är skygg och tillbakadragen och undviker öppet vatten. Fågeln ses ofta i samma miljöer som vitryggig and, på Madagaskar madagaskarjassana. Födan består av frön från näckrosor, men också från andra vattenlevande växter, liksom växtdelar. Den kan också ta vattenlevande ryggradslösa djur och småfisk.

## Status
Arten har ett stort utbredningsområde och beståndet anses vara stabilt. Internationella naturvårdsunionen IUCN listar den därför som livskraftig (LC).